# 首無地蔵
首無地蔵（くびなしじぞう）は、広島県府中市出口町にある地蔵。1977年（昭和52年）5月18日、首無しの地蔵が八尾山山麓の府中市出口町で掘り起こされた。祀られてからは霊験があるとの噂が広まり、近郷の者だけでなく県外からも参拝客が訪れるようになった。特に毎月十八日の月例祭りをはじめ、春秋の大祭には大勢の参拝客が訪れている。

## 発掘の経緯
1977年（昭和52年）5月18日未明のこと、市内在住の東寿男（当時68歳）の夢枕に地蔵菩薩が立ち、「今、畑の中に埋まっているから出してくれ。出してくれたら何でも願いを叶えてやる」と告げた。東氏はいつものように、朝早くに畑の耕作のために、単車で坂道を上っていった。畑の入り口かには不要になった石が積んであったが、単車がこの石に乗り上げ、一回転し倒れてしまった。「こんなところに石を積んでいるからじゃ」と、この石の近くの農道まで運び片付けたが、一番下にあった石をよく見ると、首のない石仏であることが分かった。その時、未明に見た夢が正夢であったと悟り愕然とした。粗末にしてはいけないと思い、近くの水路で丁寧に洗い、農道脇に横たえていた。やがて近所の人びとが集まってきて、お祀りすることになった。当初「にこにこ地蔵」と名付けられたが、翌月になって「首無地蔵」（くびなしじぞう）がよかろうということになった。
その頃から新聞、テレビでも注目を集めるようになり、多くの観光客が訪れるようになった。土産物屋は並ぶ門前町も形成され、観光資源に乏しい府中市で有名な観光地になった。
こうして首無地蔵はあらゆる病気に効き目があるとされ、何より自分流儀で祈願できるところが親しまれている。

## 形状
高さ35センチメートル (cm)、横幅20 cm、厚さ11 cmである。

## 拝み方
本尊の前では、地蔵経「おんかかかびさんまえいそわか」と2、3回唱える。

## 行事
- 月例祭 - 毎月18日
- 春の大祭 - 5月18日、護摩法要を行う。
- 秋の大祭 - 11月18日、護摩法要を行う。